# Dieter Pfeifer (Schwimmer)
Johannes Dieter Pfeifer (* 28. November 1936 in Chemnitz) ist ein ehemaliger deutscher Schwimmer aus der DDR.

## Sportliche Karriere
Dieter Pfeifer startete für den SC Wismut Karl-Marx-Stadt. 1956 und 1957 war er DDR-Meister über 100 Meter Rücken. 1958 und 1959 war er Zweiter hinter seinem Vereinskameraden Wolfgang Wagner. Danach war er zweimal Dritter hinter Wolfgang Wagner und Jürgen Dietze. 1963 wurde Dieter Pfeifer vom SC Karl-Marx-Stadt DDR-Meister über 400 Meter Lagen, 1964 belegte er den zweiten Platz hinter Frank Wiegand. 1966 erreichte Pfeifer noch einmal den dritten Platz hinter Frank Wiegand und Klaus Katzur.
Bei den Olympischen Spielen 1956 trat Pfeifer über 100 Meter Rücken an und schied als 13. im Halbfinale aus. Zwei Jahre später bei den Europameisterschaften 1958 in Budapest belegte Pfeifer den sechsten Platz.
1962 war die DDR Gastgeber der Europameisterschaften in Leipzig. Über 400 Meter Lagen belegte Dieter Pfeifer den vierten Platz hinter seinem Mannschaftskameraden Jürgen Bachmann. Zwei Jahre später bei den Olympischen Spielen in Tokio schwamm Dieter Pfeifer im Vorlauf über 400 Meter Lagen die neuntbeste Zeit und verfehlte den Finaleinzug um 0,8 Sekunden.